# Weibier
Weibier is een bier waarin behalve de gebruikelijke ingrediënten ook wei is verwerkt. Bieren met wei worden al enige tijd gebrouwen in het Verenigd Koninkrijk, maar de stijl heeft recentelijk ook navolging gekregen in Nederland.

## Stijl
Wei is een restproduct van kaas dat verschillende kwaliteiten heeft. Verwerkt in bier zorgt het voor een opvallend fruitige smaak, die doet denken aan pompelmoes en nangka. Veel moderne bieren bereiken een hieraan verwante smaak door de toevoeging van aromatische hopvariëteiten, maar wei kan dus een vergelijkbaar resultaat opleveren. Bovendien zorgt wei voor een haast romige structuur en bevat de stof veel vitamimes, die het bier dus relatief gezond maken, zeker als het alcoholpercentage laag blijft en de inname beperkt. 

## Weibier in de Lage Landen
Het eerste weibier in Nederland werd in februari 2012 gepresenteerd door brouwerij Dampegheest uit Limmen. Deze brouwerij is gevestigd in een oud kaaspakhuis, waardoor de associatie met wei al snel werd gelegd door een liefhebber van de stijl uit het dorp, die de brouwers vervolgens tot het brouwen van een weibier inspireerde. Het eerste vat werd geopend op het Noord-Hollands Bierfestival in Alkmaar. Het bier kreeg de naam "Merakels" en werd ook op fles uitgebracht.
Brouwerij De Molen uit Bodegraven kwam later in 2012 met het tweede Nederlandse weibier naar buiten. Mogelijk zullen ook andere brouwers met wei gaan experimenteren. In België heeft het idee nog geen navolging gekregen.